# Wide Awake in America
Wide Awake in America è il secondo EP della rock band irlandese U2, pubblicato nel 1985. 

## Brani
È composta da due performance live di canzoni presenti nell'album The Unforgettable Fire e da due B-sides del periodo, le quali erano inizialmente previste per il solo mercato britannico.
Bad proviene dalla registrazione live tenuta al National Exhibition Centre di Birmingham in Inghilterra il 12 novembre, 1984, durante l'Unforgettable Fire Tour.
A Sort of Homecoming è tratta dell'esibizione live alla Wembley Arena a Londra, il 15 novembre 1984. La canzone è prodotta da Tony Visconti e registrata durante il soundcheck del concerto.
The Three Sunrises fu prodotta dalla band insieme a Brian Eno e Daniel Lanois. È stata inserita tra le the B-sides della versione ad edizione limitata della compilation The Best of 1980-1990 uscita nel 1998.
Love Comes Tumbling prodotta dalla band ed anch'essa, come la precedente traccia, presente nel Best del 1990.

## Storia
In origine pubblicato solo per il Nord America ed il Giappone  nel 1990 è stato ripubblicato per il mercato internazionale.

## Tracce
Lato A
Testi e musiche di U2.
1. Bad (live) – 7:59
2. A Sort of Homecoming (live) – 4:06

Lato B
Testi e musiche di U2.
1. The Three Sunrises – 3:52
2. Love Comes Tumbling – 4:45

## Formazione
- Bono - voce
- The Edge - chitarra, tastiera e voce
- Adam Clayton - basso
- Larry Mullen Jr. - batteria